# КК Нантер 92
КК Нантер 92 (фр. JSF Nanterre) француски је кошаркашки клуб из Нантера. Такмичи се у Про А лиги Француске.

## Историја
Клуб је основан 1927. године, а од 2011. такмичи се у највишем рангу. У сезони 2012/13. освојио је за сада једину титулу првака Француске. Победник Купа Француске био је 2014. и 2017. године, а поред тога још два пута стигао је до финала. У Суперкупу Француске освојио је два трофеја, док је у Купу лидера највиши домет било финале.
Први међународни трофеј клуб је освојио у Еврочеленџу 2014/15, а у финалу је резултатом 64:63 савладао екипу Трабзонспора. У сезони 2016/17. освојио је и ФИБА Куп Европе, а у финалном двомечу био је бољи од Елан Шалона. У сезони 2013/14. био је учесник Евролиге, али је испао већ у првој фази.

## Успеси
| Такмичење                 | Такмичење                | Број                     | Година                   |                          |                          |
| Национално првенство — 1  | Национално првенство — 1 | Национално првенство — 1 | Национално првенство — 1 | Национално првенство — 1 | Национално првенство — 1 |
| ------------------------- | ------------------------ | ------------------------ | ------------------------ | ------------------------ | ------------------------ |
| Про А лига Француске      | Првак                    | 1                        | 2013.                    |                          |                          |
| Про А лига Француске      | Други                    | —                        | —                        |                          |                          |
| Национални купови — 4     |                          |                          |                          |                          |                          |
| Куп Француске             | Победник                 | 2                        | 2014, 2017.              |                          |                          |
| Куп Француске             | Финалиста                | 2                        | 2007, 2013.              |                          |                          |
| Куп лидера                | Победник                 | —                        | —                        |                          |                          |
| Куп лидера                | Финалиста                | 2                        | 2014, 2024.              |                          |                          |
| Суперкуп Француске        | Победник                 | 2                        | 2014, 2017.              |                          |                          |
| Суперкуп Француске        | Финалиста                | 1                        | 2013.                    |                          |                          |
| Међународна такмичења — 2 |                          |                          |                          |                          |                          |
| Еврочеленџ                | Победник                 | 1                        | 2015.                    |                          |                          |
| Еврочеленџ                | Финалиста                | —                        | —                        |                          |                          |
| ФИБА Куп Европе           | Победник                 | 1                        | 2017.                    |                          |                          |
| ФИБА Куп Европе           | Финалиста                | —                        | —                        |                          |                          |

## Учинак у претходним сезонама
| Сез.     | Првенство Француске | Куп Француске      | Куп лидера   | Европско такмичење                 |
| -------- | ------------------- | ------------------ | ------------ | ---------------------------------- |
| 2011/12. | 11. место           | Осмина финала      | —            | —                                  |
| 2012/13. | Првак               | Финалиста          | —            | —                                  |
| 2013/14. | 10. место           | Победник           | Финалиста    | Евролига — Топ 24 Еврокуп — Топ 16 |
| 2014/15. | Четвртфинале ПО     | Осмина финала      | Четвртфинале | Еврочеленџ — Победник              |
| 2015/16. | Четвртфинале ПО     | Полуфинале         | Четвртфинале | Еврокуп — Прва фаза                |
| 2016/17. | Четвртфинале ПО     | Победник           | Полуфинале   | ФИБА Куп Европе — Победник         |
| 2017/18. | Четвртфинале ПО     | Полуфинале         | Полуфинале   | ФИБА Лига шампиона — Осмина финала |
| 2018/19. | Полуфинале ПО       | Четвртфинале       | Четвртфинале | ФИБА Лига шампиона — Четвртфинале  |
| 2019/20. | прекинуто           | прекинуто          | Четвртфинале | Еврокуп — Топ 24                   |
| 2020/21. | 10. место           | Осмина финала      | није игран   | —                                  |
| 2021/22. | 10. место           | —                  | није игран   | —                                  |
| 2022/23. | 13. место           | Шеснаестина финала | Четвртфинале | —                                  |
| 2023/24. | —                   | —                  | Финалиста    | —                                  |

## Познатији играчи
- Сергеј Гладир
- Адријен Моерман
- Хуан Паласиос
- Али Траоре
- Еван Фурније
- Едвин Џексон
- Хајко Шафарцик